# Ягодне (Луківський повіт)
Ягодне (пол. Jagodne) — село в Польщі, у гміні Сточек-Луковський Луківського повіту Люблінського воєводства.
Населення — 203 особи (2011).
У 1975-1998 роках село належало до Седлецького воєводства.

## Демографія
Демографічна структура станом на 31 березня 2011 року:
|          | Загалом | Допрацездатний вік | Працездатний вік | Постпрацездатний вік |
| -------- | ------- | ------------------ | ---------------- | -------------------- |
| Чоловіки | 102     | 15                 | 74               | 13                   |
| Жінки    | 101     | 22                 | 47               | 32                   |
| Разом    | 203     | 37                 | 121              | 45                   |